# Classement mondial de la WBSC Baseball
Le Classement mondial de l'IBAF est un système d'évaluation des équipes nationales de baseball actuellement dominé par le Japon en masculin et en féminin bien que les États-Unis ont figuré longtemps en tête du classement masculin.
Les équipes des nations membres de l'IBAF sont classées selon leurs résultats lors des compétitions internationales sanctionnées par la fédération internationale de baseball lors des quatre dernières années - pondérées d'un coefficient reflétant l'importance du type de tournoi disputé, les tournois internationaux majeurs comptant plus que les tournois continentaux et les tournois internationaux de moindre envergure.

## Histoire
Afin de répondre à un besoin de comparer la valeur relative des équipes nationales de baseball de par le monde, l'IBAF a créé en janvier 2009 un classement mondial basé sur leurs résultats en tournois internationaux. Le calcul est établi sur quatre années et, bien qu'essentiellement centré sur les compétitions sénior, inclut les résultats des championnats du monde junior et jeune.
| classement Hommes au 17 décembre 2018 | classement Hommes au 17 décembre 2018 | classement Hommes au 17 décembre 2018 | classement Hommes au 17 décembre 2018 | classement Femmes au 17 décembre 2018 | classement Femmes au 17 décembre 2018 | classement Femmes au 17 décembre 2018 | classement Femmes au 17 décembre 2018 |
| Rang                                  | Équipe                                | Points                                | Confédération                         | Rang                                  | Équipe                                | Points                                | Confédération                         |
| ------------------------------------- | ------------------------------------- | ------------------------------------- | ------------------------------------- | ------------------------------------- | ------------------------------------- | ------------------------------------- | ------------------------------------- |
| 1                                     | Japon                                 | 5796                                  | BFA                                   | 1                                     | Japon                                 | 2000                                  | BFA                                   |
| 2                                     | États-Unis                            | 5565                                  | COPABE                                | 2                                     | Canada                                | 1300                                  | COPABE                                |
| 3                                     | Corée du Sud                          | 4987                                  | BFA                                   | 3                                     | Taipei                                | 1297                                  | BFA                                   |
| 4                                     | Taipei                                | 4987                                  | BFA                                   | 4                                     | États-Unis                            | 1064                                  | COPABE                                |
| 5                                     | Cuba                                  | 4987                                  | COPABE                                | 5                                     | Venezuela                             | 989                                   | COPABE                                |
| 6                                     | Mexique                               | 3516                                  | COPABE                                | 6                                     | Australie                             | 904                                   | BCO                                   |
| 7                                     | Australie                             | 2440                                  | BCO                                   | 7                                     | Cuba                                  | 537                                   | COPABE                                |
| 8                                     | Pays-Bas                              | 2421                                  | CEB                                   | 8                                     | Corée du Sud                          | 500                                   | BFA                                   |
| 9                                     | Venezuela                             | 2348                                  | COPABE                                | 9                                     | République dominicaine                | 433                                   | COPABE                                |
| 10                                    | Canada                                | 2186                                  | COPABE                                | 10                                    | Hong Kong                             | 363                                   | BFA                                   |
| 11                                    | Porto Rico                            | 2105                                  | COPABE                                | 11                                    | Pays-Bas                              | 311                                   | CEB                                   |
| 12                                    | République dominicaine                | 1920                                  | COPABE                                | 12                                    | Porto Rico                            | 267                                   | COPABE                                |

## Classement masculin
À l'annonce du premier classement, Cuba était en tête, détenu maintenant par le Japon suivis par les États-Unis, la Corée du Sud ainsi que Taïwan.
En 2018, le haut du classement est composé majoritairement d'équipes asiatiques et américaines ; les Pays-Bas sont en tête des nations européennes à la 8e place, tandis que l'Australie est le premier pays d'Océanie, en 7e position. La mieux classée des nations africaines est l'Afrique du Sud qui occupe le 23e rang.

## Classement féminin
Après la décision du Comité international olympique d'écarter le baseball du programme des Jeux olympiques d'été de 2012, l'IBAF a décidé de promouvoir le baseball féminin pour présenter une image mixte dans l'optique des JO de 2020.
Le classement mondial féminin est basé sur les résultats des dernières Coupes du monde de baseball féminin. Le système de calcul de points est identique à celui des hommes, à ceci près qu'il inclut les trois dernières coupes du monde, au lieu de deux chez les hommes. Les points sont ensuite pondérés avec un coefficient valorisant les résultats les plus récents.
En 2018, le haut du classement est composé majoritairement d'équipes asiatiques et américaines, comme pour les Hommes; les Pays-Bas sont en tête des nations européennes à la 11e place, tandis que l'Australie est le premier pays d'Océanie, en 6e position. Seules 14 équipes sont classées.

## Méthode de calcul
Les points sont attribués en fonction du classement final de l'équipe dans chaque compétition sanctionnée. C'est un système de calcul différent de celui employé par l'ICC au Cricket, où les matchs individuels sont pris en compte à l'instar des matchs de séries, ou encore de celui de la FIFA en football où seuls les résultats des matchs, quels qu'ils soient, comptent.
Les points sont accordés selon le tableau suivant :
| Position finale     | Nombre de points |
| ------------------- | ---------------- |
| 1er                 | 50               |
| 2d                  | 40               |
| 3e                  | 30               |
| 4e                  | 15               |
| 5e - avant-dernier* | de 15 à 1        |
| Dernier*            | 1                |

* si plus de 32 équipes participent à la compétition, seules les 32 premières au classement marquent des points.
Dès la 4e place, les points sont répartis de façon égale entre les équipes dans le but de compenser les différences entre les tournois à faible participation et ceux à forte participation: finir 6e sur 20 représente une meilleure performance que 6e sur 8. Étant donné que les points accordés ne sont pas toujours les mêmes après la 4e place, le système suivant a été mis en place (le calcul montre la différence de points entre deux positions consécutives, par exemple 15e et 16e):
{\displaystyle x={\frac {14}{y-4}}} où x est la différence de points et y le nombre d'équipes.
En voici une illustration:
| nombre d'équipes | différence de points | 4e | 5e     | avant-dernier | dernier |
| ---------------- | -------------------- | -- | ------ | ------------- | ------- |
| 6                | 7                    | 15 | 8      | 8             | 1       |
| 8                | 3 1/2                | 15 | 11 1/2 | 4 1/2         | 1       |
| 12               | 1 3/4                | 15 | 13 1/4 | 2 1/4         | 1       |
| 16               | 1 1/7                | 15 | 13 6/7 | 2 1/7         | 1       |
| 32               | 1/2                  | 15 | 14 1/2 | 1 1/2         | 1       |

Après répartition des points, un coefficient multiplicateur est utilisé pour refléter l'importance de l'événement:
- 4.00× - Compétitions mondiales majeures (Coupe du monde de baseball, Classique mondiale de baseball et Jeux olympiques)
- 1.00× - Compétitions mondiales mineures (Coupe intercontinentale, Championnat du monde junior AAA, Championnat du monde jeune AA, Championnat du monde universitaire et Semaine de baseball de Haarlem)
- 1.00× - Tournois de qualification mondiaux, 3 continents ou plus (Tournoi de qualification aux JO de Pékin)
- 1.00× - Championnats continentaux/Tournois qualificatifs* lors desquels au moins 3 équipes participantes font partie du Top 10 l'année précédant le tournoi
- 0.75× - Championnats continentaux/Tournois qualificatifs* lors desquels 2 équipes participantes font partie du Top 10 l'année précédant le tournoi
- 0.50× - Championnats continentaux/Tournois qualificatifs* lors desquels 1 équipe participante fait partie du Top 10 l'année précédant le tournoi
- 0.25× - Championnats continentaux/Tournois qualificatifs* lors desquels aucune équipe participante ne fait partie du Top 10 l'année précédant le tournoi

* si un tournoi est gagné par forfait, un coefficient de 0.25× est automatiquement utilisé.
Après chaque tournoi lors duquel des points sont attribués, l'IBAF publie le nouveau classement en retirant les résultats des tournois vieux de plus de quatre ans.